# APM Terminals MV2

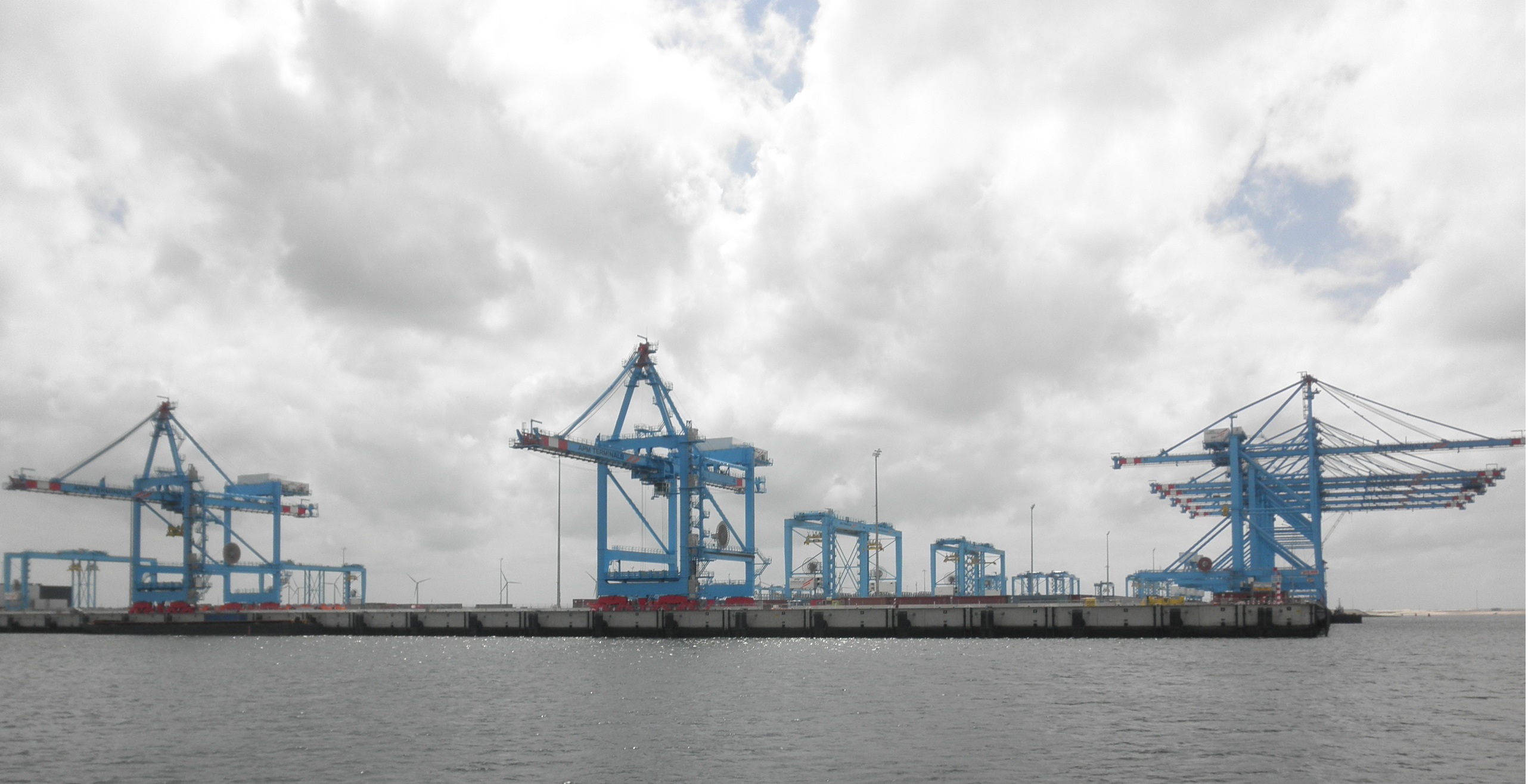
Overzicht containerkranen APM Terminals, links de kranen voor de binnenvaart, uiterst rechts voor de zeeschepen en op de achtergrond de stapelkranen.

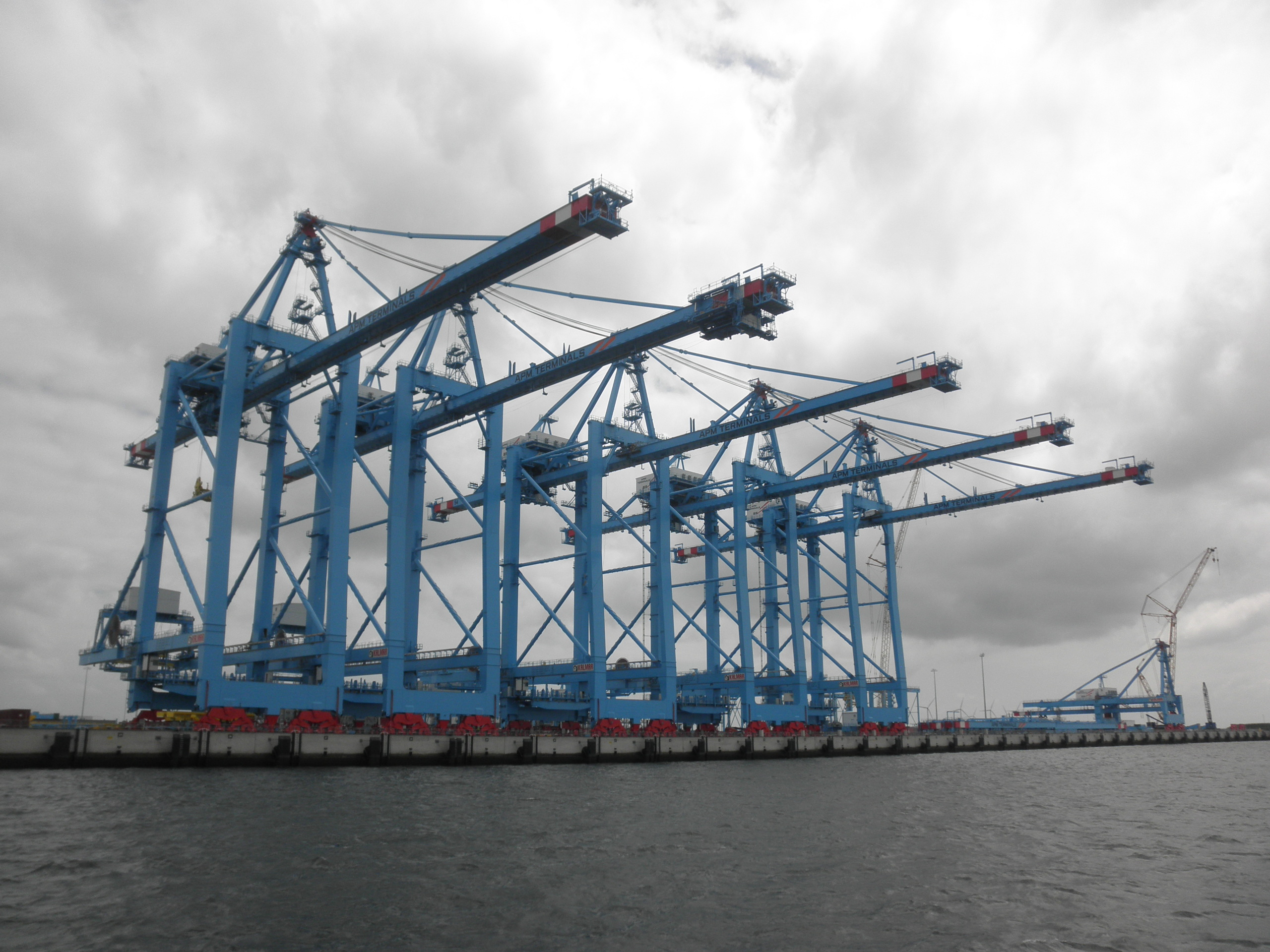
Vijf Super-Post Panamax containerkranen en een zesde - helemaal rechts - in aanbouw voor APM Terminals.

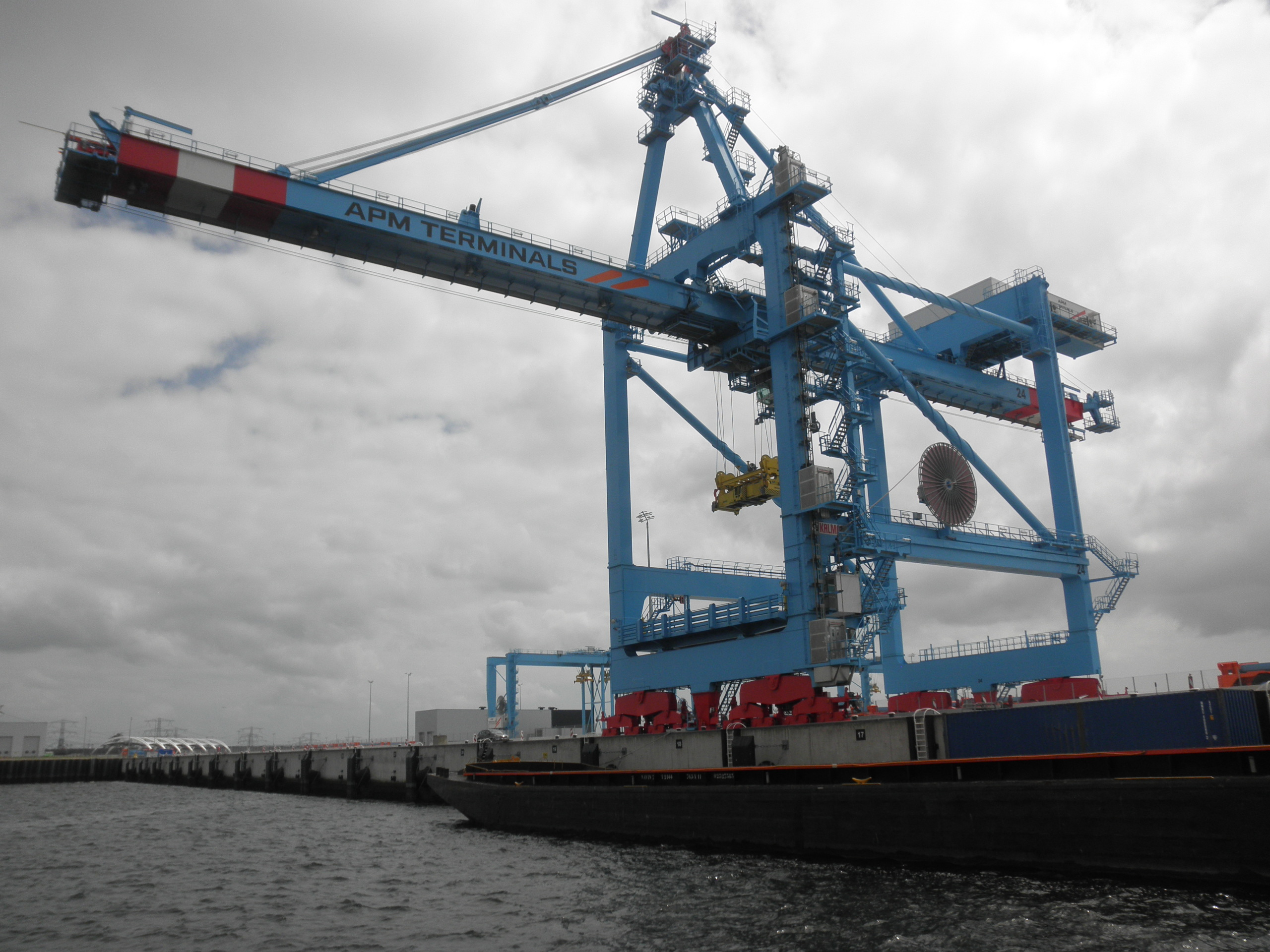
Containerkraan voor de binnenscheepvaart.

APM Terminal MV 2 is een in 2015 in gebruik genomen containerterminal aan de Prinses Amaliahaven op de Tweede Maasvlakte bij Rotterdam.

## Tekenen van het contract
In juni 2006 tekende APM Terminals (APMT) een contract met het Havenbedrijf Rotterdam voor de bouw van een nieuwe containerterminal op de Tweede Maasvlakte. APM Terminals is onderdeel van het Deense A.P. Møller-Mærsk Group. De terminal wordt maximaal 167 hectare groot en kan groeien naar een uiteindelijke capaciteit van zo’n 4,5 miljoen standaardcontainers (TEU). APMT had al een terminal voor containers op de Eerste Maasvlakte maar deze is medio 2021 verkocht aan Hutchison Ports NL, de moedermaatschappij van Europe Container Terminals.

## Eerste fase
In april 2011 werd de grond opgeleverd. De terminal wordt gefaseerd aangelegd. Het eerste deel van 86 hectare moet uiterlijk 2014 operationeel zijn. De terminal krijgt een 2.800 meter lange diepzeekade waarvan 1.000 meter in de eerste fase wordt opgeleverd. Voor de kademuur is het water 20 meter diep. Verder wordt 500 meter kade gebouwd voor de binnenvaart en kleine zeeschepen met een diepgang van 10 meter. Er komt een directe aansluiting op het spoor van de Betuweroute. In de eerste fase komt de capaciteit uit op zo’n 2,7 miljoen TEU per jaar.

### Bouw
Aannemerscombinatie TigeR, bestaande uit GMB, Dura Vermeer en Imtech, startte in mei 2012 met de aanleg van infrastructuur voor de terminal. De combinatienaam 'TigeR' is opgesteld uit de T van Terminal en de R van Realisation. TigeR is verantwoordelijk voor de aanleg van de boven- en ondergrondse infrastructuur zoals asfaltverhardingen, kraanbanen, riolering, kabels, leidingen en gebouwen. De opdracht vertegenwoordigde een waarde van 100 miljoen euro en zal binnen twee jaar zijn afgerond.

### Materieel
Er komen acht Super-Post Panamax containerkranen met een reikwijdte van 25 rijen containers. De Kalmar overslagkranen worden geleverd door het Finse Cargotec, maar worden in de China gebouwd. APMT heeft verder twee kleinere kranen besteld voor feeder- en binnenvaartschepen. De grote kranen hebben een bereik van 36 meter en zijn volledig geautomatiseerd. Er is geen cabine voor de kraanbestuurder, want deze zit in het hoofdgebouw en bedient de kraan op afstand.
Voor het transport van de containers op het land zijn er 26 automatische opslag- of stapelkranen en twee kranen voor het laden en lossen van treinen. Tot slot komen er 36 lift-automatische geleide voertuigen (lift-AGV) beschikbaar. Leverancier van de voertuigen is Gottwald, een dochter van het Amerikaanse Terex Port Solutions. De lift-AGVs zijn elektrisch aangedreven en hebben een maximale snelheid van 22 km/u. Ze kunnen containers volautomatisch oppikken of afzetten en hebben een eigen liftsysteem. Ze plaatsen de containers af op een van de 128 rekken waar ze vervolgens door een stapelkraan worden opgepikt en in de stack worden geplaatst. De lift-AGVs hoeven niet te wachten op de stapelkranen en dit verhoogt de capaciteit ten opzichte van oudere geautomatiseerde terminals. Wanneer de accu’s leegraken, rijden de voertuigen automatisch naar een laadstation. Hier wordt zonder menselijk ingrijpen de accu gewisseld voor een vol exemplaar.
Op de terminal zullen ongeveer 300 mensen komen te werken.

## Tweede fase
Voor een tweede fase heeft APMT een optie op nog eens 81 hectare aansluitende grond zodat het in totaal 4,5 miljoen TEU per jaar kan overslaan. Medio 2021 gaf de eigenaar te kenen de capaciteit te willen verdubbelen. De plannen worden in 2022 uitgewerkt en in 2026 moet de capaciteitsuitbreiding zijn gerealiseerd.

## Activiteiten
Op 17 december 2014 is het eerste commerciële testschip, de Sealand Eagle met een capaciteit van 4360 TEU, behandeld op de terminal. Dit eerste schip markeert de start van de commerciële activiteiten. Er zullen meer testschepen volgen en in februari 2015 is de terminal klaar om de eerste wekelijkse lijndienst te behandelen. Op 24 april 2015 heeft Koning Willem-Alexander de nieuwe containerterminal van APM officieel in gebruik genomen.